# Список умерших в 647 году

## Февраль
- 17 февраля — Сондок, полулегендарная королева древнекорейского государства Силла (632—647), первая в истории Кореи царствующая королева.

## Дата смерти неизвестна или требует уточнения
- Григорий, византийский патрикий, сын военачальника Никиты, брат императрицы Григории, двоюродный племянник императора Ираклия I.
- Феликс Бургундский, епископ Данича (или Данвича), святой.
- Харша, правитель Северной Индии (606—646).
- Этельбурга Кентская, королева Нортумбрии (625—633), жена короля Эдвина Святого.